# 蘇原東島町
蘇原東島町（そはらひがしじまちょう）は、岐阜県各務原市の地名。現行行政町名は蘇原東島町一丁目から蘇原東島町四丁目。

## 地理
各務原市の蘇原地区に属する。町域の東部は蘇原中央町、蘇原坂井町、西部は蘇原東栄町、蘇原野口町、蘇原熊田町、南部は蘇原東栄町、蘇原興亜町、北部は蘇原和合町に接する。
地名は、かつて存在した東島村に因む。
道路
- 県道17号江南関線
- 県道205号長森各務原線
- いちょう通り

## 歴史
この地域は明治初期までは各務郡東島村で1875年（明治8年）に坂井村、熊田村、東島村、野口村が合併し和合村となり、1897年（明治30年）に伊飛島村、三柿野村、大宮村、古市場村、持田村と合併し蘇原村が発足。蘇原村大字東島となる（蘇原村は1943年に町制施行し、蘇原町となる）。
1963年（昭和38年）、那加町、鵜沼町、稲羽町と合併し各務原市が発足すると蘇原東島町に改称。1976年（昭和51年）3月27日に区画整理により蘇原東島町一丁目から蘇原東島町四丁目が成立。また、蘇原東島町の一部と蘇原野口町の一部をもって蘇原東栄町を設置する。
1977年（昭和52年）に公立学校共済組合東海中央病院が蘇原東島町四丁目に移転。

## 世帯数と人口
2024年（令和6年）10月1日現在の世帯数と人口は以下の通りである。
| 丁目             | 世帯数  | 人口    |
| ---------------- | ------- | ------- |
| 蘇原東島町一丁目 | 182世帯 | 439人   |
| 蘇原東島町二丁目 | 206世帯 | 543人   |
| 蘇原東島町三丁目 | 184世帯 | 457人   |
| 蘇原東島町四丁目 | 45世帯  | 98人    |
| 計               | 617世帯 | 1,537人 |

## 小・中学校の学区
市立小・中学校に通う場合、学区は以下の通りとなる。
| 番・番地等 | 小学校               | 中学校               |
| ---------- | -------------------- | -------------------- |
| 全域       | 各務原市立中央小学校 | 各務原市立中央中学校 |

## 交通
- 岐阜バス尾崎団地線
- 各務原市ふれあいバス蘇原線、稲羽線、東西線、東西線（朝夕便）
- テクノライナー

## 主な施設
- 公立学校共済組合東海中央病院
- 東島池
- 蘇原東島公民館
- 津島神社
- 大泉寺
- 宝蔵寺